# هوم بود ميني
هوم بود ميني (بالإنجليزية: HomePod Mini)‏ هو مكبر صوت ذكي طورته شركة أبل. يستخدم المساعد الرقمي سيري من أبل. يبلغ حجمه حوالي 10 سم، وتم إصداره في 16 نوفمبر 2020 كإصدار أصغر وأقل تكلفة من هوم بود من أبل.

## نظرة عامة
يعتمد هوم بود ميني على نظام أبل إس 5 في حزمة تُستخدم أيضًا في سلسلة ساعة أبل الإصدار 5 وإس إي. وهو يحسن تكامل الاستمرارية والتسليم، ويمكّن سيري من التعرف على أصوات ما يصل إلى ستة أشخاص وتخصيص الاستجابات لكل منهم، ويضيف ميزة الاتصال الداخلي — المتوفرة أيضًا على أجهزة iPhone وiPad وأبل Watches — مما يتيح للمستخدمين الذين لديهم أكثر من هوم بود التواصل مع بعضهم البعض في غرف مختلفة.
تتضمن إمكانيات هوم بود ميني اللاسلكية شبكة واي فاي 802.11 إن وبلوتوث 5 وشريحة فائقة النطاق العريض لقرب الجهاز وايربلاي هاند أوف [الإنجليزية]. وهو يدعم بروتوكول شبكة ثريد، الذي تدعمه مجموعة عمل المنزل المتصل عبر بروتوكول الإنترنت. وهو متوافق مع الأجهزة التي تعمل بنظامي التشغيل آي أو إس 14 وآي باد أو إس 14 والإصدارات الأحدث. يسمح تي في أو إس 15 لجهاز أبل تي في باستخدام هوم بود ميني كمكبر صوت، ويدعم زوجًا استريو.
يحتوي على كابل يو إس بي سي غير قابل للفصل ويأتي مع محول طاقة بقوة 20 وات. مع إصدار أوديو أو إس 14.3 في أواخر عام 2020، حصل هوم بود ميني على دعم لمحولات الطاقة بقوة 18 وات، مما جعله متوافقًا مع محولات الطرف الثالث وبنوك الطاقة المحمولة.
تم تصميمه للعمل في درجات حرارة تتراوح من 32 إلى 95 درجة فهرنهايت (0 إلى 35 درجة مئوية)؛ وفي رطوبة نسبية تتراوح بين 5% و90% (بدون تكاثف)؛ وعلى ارتفاعات تصل إلى 10،000 قدم (3000 متر). بعد إطلاقه، وجدت عمليات التفكيك مستشعر درجة حرارة ورطوبة لم تعلن عنه شركة أبل . تم تنشيط استشعار الرطوبة ودرجة الحرارة بعد تحديث البرنامج 16.3 في يناير 2023، بعد إضافة هذه المستشعرات إلى الجيل الثاني من هوم بود بالحجم الكامل.
في 18 أكتوبر 2021، أعلنت شركة أبل أن خيارات اللون الرمادي والأبيض الحالية ستنضم إليها إصدارات باللون الأزرق والبرتقالي والأصفر. تحتوي الألوان الجديدة على شاشة تعمل باللمس ملونة بدرجة أفتح من لون الجسم، كما أن الكابل المضفر ملون أيضًا وفقًا لذلك. في 15 يوليو 2024، أوقفت شركة أبل خيار اللون الرمادي الفضائي واستبدلته بلون منتصف الليل.

## المبيعات
باعت شركة أبل ما يقدر بنحو 4.6 مليون مكبر صوت ذكي في الربع الرابع من عام 2020، وهو ما يمثل مبيعات كل من هوم بود ميني وهوم بود الأصلي. باعت هوم بود ميني ما يقدر بنحو 2.18 مليون وحدة في الربع الأول من عام 2021، وهو ما يمثل 91% من مبيعات مكبرات الصوت الذكية لشركة أبل ، إلى جانب هوم بود الأصلي. باعت ما يقدر بنحو 2.5 مليون وحدة في جميع أنحاء العالم في الربع الثاني من عام 2021، و4 ملايين وحدة في الربع الثالث. باعت ما يقدر بنحو 4.5 مليون وحدة في الربع الأول من عام 2022 وكانت مكبر الصوت الذكي الفردي الأكثر مبيعًا.

## مقارنة مع النماذج الأخرى
|  | Discontinued |  | Current |

| Models                   | HomePod (1st gen)                                                 | HomePod (2nd gen)                                                            | HomePod Mini |
| ------------------------ | ----------------------------------------------------------------- | ---------------------------------------------------------------------------- | --- |
| Release date(s)          | February 9, 2018                                                  | February 3, 2023                                                             | November 16, 2020 |
| Discontinued             | March 12, 2021                                                    | -                                                                            | July 15, 2024 (space gray) |
| Latest audioOS supported | audioOS 18                                                        | audioOS 18                                                                   | audioOS 18 |
| Model number             | AudioAccessory1,1 (A1639)                                         | AudioAccessory6,1 (A2825)                                                    | AudioAccessory5,1 (A2374) |
| System on a chip/package | Apple A8                                                          | Apple S7                                                                     | Apple S5 |
| Speakers                 | 7 tweeters                                                        | 5 tweeters                                                                   | 1 full-range driver, 2 passive radiators |
| Speakers                 | 4-inch (10 cm) woofer                                             | 4-inch (10 cm) woofer                                                        | - |
| Microphones              | 6 microphones                                                     | 4 microphones                                                                | 4 microphones |
| Connectivity             | Wi-Fi 5 (802.11ac) with MIMO                                      | Wi-Fi 4 (802.11n) with MIMO                                                  | Wi-Fi 4 (802.11n) with MIMO |
| Connectivity             | Bluetooth 5                                                       |                                                                              | |
| Connectivity             | -                                                                 | ثريد (بروتوكول الشبكة) ‏                                                      | ثريد (بروتوكول الشبكة) ‏ |
| Connectivity             | -                                                                 | النطاق فائق العرض (Apple U1)                                                 | النطاق فائق العرض (Apple U1) |
| Sensors                  | Accelerometer                                                     | Accelerometer                                                                | Accelerometer |
| Sensors                  | -                                                                 | Humidity and temperature                                                     | Humidity and temperature |
| Sensors                  | Sound recognition                                                 |                                                                              | |
| Dimensions               | 6.8 in × 5.6 in (170 mm × 140 mm)                                 | 6.6 in × 5.6 in (168 mm × 140 mm)                                            | 3.3 in × 3.9 in (84 mm × 99 mm) |
| Weight                   | 5.5 lb (2.5 kg)                                                   | 5.16 lb (2.3 kg)                                                             | 0.76 lb (0.34 kg) |
| Colors                   | Space Gray, White                                                 | Midnight, White                                                              | Space Gray (discontinued), Blue, White, Yellow, Orange, Midnight |
| Power                    | Built-in power supply, power cable not officially user-detachable | Built-in power supply, detachable power cable with IEC 60320 C7/C8 connector | External 20 W power adapter (compatible with 18 W power adapters since software 14.3), non-detachable power cable from device with النمط سي من الناقل التسلسلي العام end |
| $US list price on launch | $349                                                              | $299                                                                         | $99 |